# Рене Робер дьо Ла Сал
Рене Робер Кавелие дьо Ла Сал (на френски: René Robert Cavelier de La Salle) е френски пътешественик, изследовател на Северна Америка, първият европеец, който плава по цялото течение на река Мисисипи.

## Ранни години (1643 – 1669)
Роден е на 21 ноември 1643 година в Руан, Нормандия, Северозападна Франция, в семейството на търговеца Жан Кавалие и Кетрин Джист. До 1658 учи в Йезуитския колеж в родния си град, след което се присъединява към Обществото на Исус в Париж и изучава логика, физика и математика.
През 1665 г., след завършване на образованието си и като научава за приключенията на Самюел Шамплейн и други френски пътешественици в Америка, решава да не става монах и се отправя за Нова Франция, където закупува малък участък земя край днешния град Монреал. Освен със земеделие, Ла Сал се занимава и с търговия на животински кожи, които са му доставяни от местните индианци от различни части на Северна Америка.

## Изследователска дейност (1669 – 1687)

### Откриване на река Охайо (1669 – 1670)
От съобщенията на индианците научава за големите реки на юг от Големите езера и през 1669 предприемчивия французин продава фермата си, отправя се на юг и в края на годината при един от походите си открива река Охайо (1579 км) (най-големия ляв приток на Мисисипи) и я проследява почти по цялото ѝ протежение.

### Първо достигане до Мисисипи (1671 – 1672)
През 1670 г., с поддръжката на губернатора на Нова Франция граф Луи дьо Фронтенак, Ла Сал основава на североизточния бряг на езерото Онтарио форт Фронтенак (сега град Кингстън), откъдето може да се контролира търговията с кожи на индианците с колонистите от Нова Англия, а също и да се отправят разузнавателни експедиции във вътрешността на континента. Плановете на Ла Сал и Фронтенак се натъкват на противодействието както на монреалските търговци, държащи монопола с търговията на кожи, така и на йезуитите, които считат за свой дълг първи да донесат на туземците „словото божие“. Ла Сал, с поддръжката на Фронтенак и документа подписан от крал Луи XIV, става комендант на новия форт и проявява голямо усърдие за преодоляване на по-горе посочените пречки, за което му е присъдена дворянска титла „сеньор дьо Ла Сал“.
През есента на 1671 с лодки преминава през езерата Ери и Хюрън до западния бряг на езерото Мичиган, който открива до 42º с.ш. По откритата от него река Илинойс се добира до горното течение на Мисисипи на 39º с.ш. На обратния път за Канада през пролетта на 1672 открива левия приток на Илинойс – река Канкаки и вливащата се от юг в Мичиган река Сейнт Джозеф и в края на 1672 се завръща във форт Фронтенак, като изследва целия източен бряг на езерото Мичиган.

### Подготовка за нова експедиция (1672 – 1680)
Управлявайки форт Фронтенак, Ла Сал забогатява от търговията с кожи, но не го напуска мисълта за неизследваните райони във вътрешността на континента, на юг от Големите езера и за голямата река, която той открива през 1671 и която тече на югозапад, вероятно в Тихия океан. През 1677 заминава за Франция, среща се с „краля слънце“ и получава разрешение за усвояване на „западните предели на Нова Франция“. Кралят обаче отказва да финансира експедициите на Ла Сал и той се принуждава да изтегли големи заеми от банките в Париж и Монреал. През 1678 се завръща в Канада и в устието на река Ниагара построява форт и кораб, с който да плава по езерата и по реките от системата на Мисисипи. Кредиторите му го подгонват за неизплатени заеми, търговците на кожи предполагат, че желае да получи целия монопол за търговия с кожи в Северна Америка, а йезуитите го ненавиждат и се опитват да го отровят. Още неоправил се от последното им отравяне през късната есен на 1678 тръгва на път с новопостроения кораб „Грифон“, преминава през езерата Ери и Хюрън и достига южния край на езерото Мичиган. От там Ла Сал изпраща обратно кораба натоварен с кожи, за да се разплати с кредиторите си и да донесе обратно провизии, а сам с 15 – 20 души зимува на река Илинойс и построява форт Кревкьор (Crèvecœur). След като дълго време не получава вести от Канада, с пет спътника, в ранната пролет на 1679, пеша се отправя за Монреал. Там узнава, че корабът му е изчезнал безследно, а другия, изпратен за него от Франция е потънал. Завръща се обратно на река Илинойс, но гарнизона оставен от него е въстанал. Заедно с верни нему индианци побеждава метежниците и с товар от нови кожи през лятото на 1680 се завръща в Монреал, за да подготвя нова експедиция.

### Плаване по Мисисипи (1681 – 1682)
Подготовката за новото плаване отнема почти година. В края на юни 1681 се отправя на път, във форт Кревкьор построява нов кораб и на 6 февруари достига до устието на Илинойс в Мисисипи. От 6 февруари до 9 април 1682, с новопостроения си кораб, се спуска по Мисисипи до Мексиканския залив, където тържествено обявява цялата територия на реката за френско владение и я назовава Луизиана в чест на Луи XIV, а на следващия ден поема обратно нагоре по реката.

### Планове за усвояване на Луизиана и смърт (1683 – 1687)
В устието на Илинойс Ла Сал построява форт Сен Луи, който става център на нова колония в горното течение на Мисисипи. Ла Сал се обръща за помощ към новия губернатор на Нова Франция, която му е отказана и той отново заминава за Франция, за да търси помощ от краля, който му отпуска финансови средства за построяване на няколко кораба и го назначава за губернатор на Луизиана.
За закрепването на Луизиана към Франция, Ла Сал счита за необходимо да се създаде база в устието на Мисисипи и по възможност да се отнеме от испанците северната част на Тексас. За тази цел той организира експедиция, в която влизат над 200 колонисти французи и която отплава от Франция на 24 юни 1684 за Мексиканския залив. От самото начало плаването е преследвано от неудачи – болести, пирати, корабокрушения. Капитаните на корабите отказват да изпълняват заповедите на Ла Сал. Техните карти се оказват толкова неточни, че корабите отиват на 500 мили на запад от устието на Мисисипи в залива Матагорда на бреговете на Тексас. Отчаяни от ненамирането на заветната река, моряците се разбунтуват и обвиняват Ла Сал в измама. С малък отряд Ла Сал слиза на брега на остров Матагорда и презимува. През пролетта на 1685 в устието на река Лавак построява форт, а през есента на 1686 решава по суша да се добере до Големите езера, а от там до Канада, т.е да пресече континента от югозапад на североизток. През януари 1687 групата поема на път, но на 19 март 1687 е изменнически убит от своите френски спътници.

## Памет
Неговото име носят:
- административен район Ла Сал (45°26′ с. ш. 73°40′ з. д. / 45.433333° с. ш. 73.666667° з. д.) на град Монреал, Канада;
- град Ла Сал (42°13′ с. ш. 83°04′ з. д. / 42.216667° с. ш. 83.066667° з. д.) в Канада, провинция Онтарио;
- град Ла Сал (40°21′ с. ш. 104°42′ з. д. / 40.35° с. ш. 104.7° з. д.) в САЩ, щата Колорадо;
- окръг Ла Сал, в щата Илинойс, САЩ;
- окръг Ла Сал, в щата Тексас, САЩ;
- кралската военна академия на Канада в Кингстън, провинция Онтарио;
- марка автомобили, произвеждани в периода 1927 – 1940 в компанията „General Motors“
- няколко улици, училища, паркове и хотели в различни градове на Канада и САЩ.